# Vanda Kochansky-Devidé
Vanda Kochansky-Devidé  (Zagreb, 10. travnja 1915. – Zagreb, 26. veljače 1990.), bila je hrvatska geologinja i paleontologinja, utemeljiteljica hrvatske mikropaleontologije.

## Životopis
Vanda Kochansky-Devidé rođena je 10. travnja 1915. u Zagrebu. Već kao djevojčica zavoljela je prirodu. Ta njezina ljubav i interes za prirodu našla je kasnije plodno tlo na studiju biologije na Filozofskom fakultetu Sveučilišta u Zagrebu, gdje je imala prilike slušati predavanja poznatih profesora biologije, geologije, mineralogije i drugih prirodoslovaca.
Godine 1938. diplomirala je biološku grupu predmeta na Filozofskom fakultetu, a zatim se zaposlila u Geološko-paleontološkom zavodu, gdje je radila do mirovine 1979. Već kao docentica postala je predstojnica Zavoda i bitno doprinijela njegovu razvoju. Doktorirala je 1943. s temom miocenske faune Medvednice. Godine 1958. postaje izvanredna, a 1962. redovna profesorica paleontologije na Prirodoslovno-matematičkom fakultetu u Zagrebu. Istodobno predaje na Rudarsko-geološko-naftnom fakultetu (1951. – 1970.), te na Prirodoslovno-matematičkom fakultetu u Skoplju (1958. – 1965.).
Bila je izvrsna predavačica koja je svoje veliko prirodoslovno znanje elokventnošću i izuzetnim darom crtanja znala približiti studentima, pa je mnoge generacije pamte i smatraju svojim uzorom.
U Hrvatskoj je prva razvijala novu paleontološku disciplinu – mikropaleontologiju, a najviše se bavila istraživanjima mikrofosila iz različitih geoloških razdoblja te makrofosilima neogena. Objavila je stotinjak znanstvenih radova te više od stotinu stručno-popularnih radova i recenzija, kao i dva paleontološka udžbenika, od kojih je posebno značajna "Paleozoologija" (1964.). Opisala je mnogobrojne nove fosilne taksone, a domaći i strani znanstvenici nazvali su po njoj niz izumrlih vrsta. Njezinom je zaslugom u Hrvatskoj prikupljena i objavljena prva geološka bibliografija. Bila je urednica nekoliko znanstvenih časopisa, članica mnogih strukovnih udruga i aktivno uključena u zaštitu geobaštine.
Godine 1973. izabrana je, kao prva žena u Jugoslaviji, za redovnu članicu Jugoslavenske akademije znanosti i umjetnosti, a 1975. postaje i dopisna članica Slovenske akademije znanosti i umjetnosti.
Umrla je u Zagrebu 26. veljače 1990.

## Spomen
- Povodom stote obljetnice rođenja 2015. u Zagrebu organiziran je međunarodni skup i izložba “Vanda Kochansky-Devidé, velika dama hrvatskoga prirodoslovlja” u Hrvatskom prirodoslovnom muzeju.

## Vanjske poveznice
- Blaženka Magaš, In memoriam: Akademik Vanda Kochansky-Devidé  Arhivirana inačica izvorne stranice od 26. kolovoza 2022. (Wayback Machine), geol.pmf.hr
- Vanda Kochansky-Devidé – velika dama hrvatskog prirodoslovlja  Arhivirana inačica izvorne stranice od 26. kolovoza 2022. (Wayback Machine), geol.pmf.hr